# Rui Vilhena
Rui Vilhena (Moçambique, 1961), é um escritor e autor de telenovelas portuguesas e brasileiras

## Biografia
Estudou no Brasil, tendo feito o Bacharelato em Comunicação Social no Rio de Janeiro. Na área do guionismo estudou na Universidade da Califórnia em Los Angeles (UCLA), onde terminou o Programa de Escritores (1991-1993) e no El Camino College, também em Los Angeles, (1993-1994), onde frequentou o curso de produção para TV e Cinema.
Na área da ficção para televisão, o autor Rui Vilhena escreveu as telenovelas Na Corda Bamba (2019), Sedução (2010), Olhos nos Olhos (2008), Tempo de Viver (2006) e Ninguém como Tu (2005), para a TVI; Vila Faia (2008) e Terra Mãe (1998) para a RTP; as sitcoms Café da Esquina (2001) e Reformado e Mal Pago (1996), ambas para a RTP e a série Bastidores (2001) para o mesmo canal. Ninguém como Tu foi a telenovela portuguesa que mais contribui para cristalizar a estratégia de suspense do «quem matou?». A adesão do público veio a repercutir-se ainda em Tempo de Viver, com o mistério da pergunta «Quem é o Tubarão?».
Em 2011, regressa ao Brasil, a convite do autor brasileiro Aguinaldo Silva, passando a integrar a equipe de colaboradores da telenovela Fina Estampa, exibida pela Rede Globo na faixa das 21h. Em 2014, assina sua primeira novela em território brasileiro, intitulada Boogie Oogie e transmitida também pela emissora carioca, na faixa das 18h.
Em 2019, volta a Portugal e escreve, para a TVI, a telenovela Na Corda Bamba.

## Carreira

### Telenovelas
- Terra Mãe - RTP (1997/1998)
- Ninguém como Tu - TVI (2005)
- Tempo de Viver - TVI (2006/2007)
- Vila Faia - RTP (2007/2008) - como supervisor de texto
- Olhos nos Olhos - TVI (2008/2009)
- Sedução - TVI (2010/2011)
- Fina Estampa - Rede Globo (2011/2012) - como colaborador de Aguinaldo Silva
- Boogie Oogie - Rede Globo (2014/2015)
- Na Corda Bamba - TVI (2019/2020)
- Ninguém como Tu (2025) - TVI (2025)

### Telefilmes
- Intriga Fatal - TVI (2011)
- O Pacto - TVI (2011)
- Vestida para Casar - TVI (2011) - como supervisor de texto

### Séries/Minisséries
- Reformado e Mal Pago - RTP (1997)
- Café da Esquina - RTP (2000)
- Bastidores - RTP (2001)
- Equador - TVI (2008/2009)
- 37 - TVI (2010)
- Contado por Mulheres - RTP (2022)

### Programas
- Clube Disney - RTP (1996-1997)
- João Nicolau Breyner - RTP (2000)
- O Sótão do Pedro - TVI (2000)
- Gala da Ficção Nacional - TVI (2008)

### Recursos narrativos
A narrativa canónica das telenovelas de Rui Vilhena apresenta alguns aspetos: 
- O episódio piloto conta com um ou vários acontecimentos de maior carga dramática: em Terra Mãe, há um velório; em Ninguém como Tu, os preparativos de um casamento que promete não acontecer, o desaparecimento de uma criança e um enorme desfalque financeiro a uma empresa; em Tempo de Viver, assiste-se ao atentado do 11 de Setembro de 2001 - onde morrem duas personagens - e à detenção policial de uma mãe no lugar da filha; Olhos nos Olhos arranca num dia em que Lisboa é visitada por um violento ciclone, que mata três personagens; Sedução conta com um atentado terrorista na via pública; Boogie Oogie mostra preparativos de um casamento predestinado a não ocorrer, uma troca de bebés e a morte do noivo do referido casamento; Na Corda Bamba arranca com o assassinato de uma personagem-chave para o desenrolar da história.
- No desenvolvimento da estória, é comum a morte de uma pessoa idosa, indiciada de diversas formas e narrada em apelo emocional: em Ninguém como Tu, a personagem Milú (Rosa Lobato de Faria) sucumbe após um grave acidente de viação, pressentido pelo astrólogo Alexandre (Joaquim Horta); em Tempo de Viver, Teresa Mendes (Laura Soveral) é vítima de um enfarte enquanto está na rua - cumprindo-se a «visão» do pequeno Hugo (Gonçalo Sá) - antes de ter se reconciliar com o marido, Artur (Ruy de Carvalho); em Sedução, Humberto Almeida (Ruy de Carvalho) morre após cair no poço de um elevador, depois de uma violenta discussão com a vizinha, Alice (Maria João Luís); em Boogie Oogie, Odete (Joana Fomm) é misteriosamente assassinada por atropelamento após o regresso da suposta sobrinha, Carlota (Giulia Gam), que ficara um mês desaparecida; em Na Corda Bamba, Gaspar Lobo (Sinde Filipe) é morto pela sua própria neta, Lúcia (Dalila Carmo), que não permitiu que o avô tomasse os comprimidos essenciais à manutenção da sua saúde.
- Verifica-se a existência de personagens-tipo:  - o antagonista ambicioso/calculista: Maria do Carmo (Glória de Matos), em Terra Mãe; Luiza Albuquerque (Alexandra Lencastre), em Ninguém como Tu; Maria Laurinda (Margarida Vila-Nova), em Tempo de Viver; Vasco e Vítor (Paulo Pires), em Olhos nos Olhos; Júlia Soares (Fernanda Serrano), em Sedução; Carlota Fraga (Giulia Gam), em Boogie Oogie; e Lúcia Lobo (Dalila Carmo), em Na Corda Bamba.  - o protagonista honesto e exemplar: Milú (Manuela Maria), Ana (Lúcia Moniz) e Filipe (Cláudio Lins) em Terra Mãe; Mário (Vítor Norte), Dulce (Manuela Couto) e Júlia (Dalila Carmo) em Ninguém como Tu; Fátima (Alexandra Lencastre) e Fernando (Marcantonio Del Carlo) em Tempo de Viver; Beatriz (Paula Neves) em Olhos nos Olhos; Alice Mendes (Maria João Luís) e Mário (Fernando Luís) em Sedução; Rafael Castro (Marco Pigossi) em Boogie Oogie; e Sara (Margarida Vila-Nova) em Na Corda Bamba; - o chefe-de-família frio e implacável: José Maria Carvalho (Marques d'Arede) em Terra Mãe; António Paiva Calado (Nuno Homem de Sá) em Ninguém como Tu; Fausto Martins de Melo (José Wallenstein) em Tempo de Viver; Leonardo Viana Levi (José Wallenstein) em Olhos nos Olhos; José Carlos Faria (João Perry) em Sedução; Elísio Romão (Daniel Dantas) em Boogie Oogie; e Octávio Ferraz Nogueira (António Capelo) em Na Corda Bamba. - a esposa enganada e submissa: Fátima (Teresa Madruga) em Terra Mãe;  Beatriz (Suzana Borges) em Ninguém como Tu; Antónia (Maria José Paschoal) em Tempo de Viver; Beatriz (Paula Neves) em Olhos nos Olhos; Mafalda (Helena Isabel) em Sedução; Beatriz (Heloísa Périssé) em Boogie Oogie; e Carmo (Sofia Grillo) em Na Corda Bamba. - a mulher fútil de perfil cómico: Isabel (Lídia Franco) e Patrícia (Vera Alves) em Terra Mãe; Glória (Sofia de Portugal) em Ninguém como Tu; Lídia (Manuela Couto) em Tempo de Viver; Rute (Luísa Cruz) em Olhos nos Olhos; Sofia (Dalila Carmo) e Ester Vasconcelos (Maria João Bastos) em Sedução; Susana Magalhães (Alessandra Negrini) em Boogie Oogie; e Marília (Lucélia Santos) em Na Corda Bamba.
- Existe sempre um mistério, a desvendar apenas na reta final: «Quem matou Marina?» em Terra Mãe, «Quem matou António?» em Ninguém como Tu, «Quem é o Tubarão?» em Tempo de Viver, «Qual dos gémeos está vivo?» em Olhos nos Olhos, «Quem matou Sofia?» e «Onde está o gato de pedra?» em Sedução, «Qual o segredo de Carlota?» e «Quem é o Corvo?» em Boogie Oogie e «Quem matou Pipo?» em Na Corda Bamba.

Na área do entretenimento, o autor escreveu vários programas, entre os quais O Último Natal (I e II), para a SIC; O Sótão do Pedro, para a TVI; o Clube Disney, para a RTP e sketches cómicos para o programa About last Night, Beverly Hills Cable Channel. Rui Vilhena assinou também a história jogo do site O Rapto das Riscas.
Na área do teatro, escreveu A Canção dos Oceanos, A Última História a ser Contada, e a peça Cães de Guarda.
Tem um grupo de atores, designado por "Os meninos de Vilhena".

## Prêmios
Foi premiado, em Outubro de 2005, com o Prémio Arco-íris, da Associação ILGA Portugal, pelo seu contributo, enquanto argumentista da novela Ninguém como Tu, na luta contra a discriminação e homofobia.

## Atores portugueses recorrentes na ficção de Vilhena
| Ator                  | Terra Mãe | Ninguém como Tu | Tempo de Viver | Equador | Olhos nos Olhos | Sedução | Na Corda Bamba |
| --------------------- | --------- | --------------- | -------------- | ------- | --------------- | ------- | -------------- |
| Frederico Barata      | Não       | Sim             | Sim            | Não     | Sim             | Sim     | Sim            |
| São José Correia      | Não       | Sim             | Não            | Sim     | Sim             | Sim     | Sim            |
| Manuela Couto         | Não       | Sim             | Sim            | Sim     | Sim             | Não     | Não            |
| Dalila Carmo          | Não       | Sim             | Sim            | Sim     | Não             | Sim     | Sim            |
| Joaquim Horta         | Não       | Sim             | Sim            | Não     | Não             | Sim     | Sim            |
| José Fidalgo          | Não       | Sim             | Sim            | Não     | Não             | Não     | Não            |
| Benedita Pereira      | Não       | Sim             | Sim            | Não     | Não             | Não     | Não            |
| Vítor Norte           | Não       | Sim             | Não            | Sim     | Sim             | Não     | Não            |
| José Wallenstein      | Não       | Não             | Sim            | Sim     | Sim             | Não     | Não            |
| Marcantónio Del Carlo | Não       | Não             | Sim            | Não     | Sim             | Não     | Não            |
| Marco Delgado         | Não       | Não             | Sim            | Não     | Sim             | Sim     | Sim            |
| Sofia Grillo          | Não       | Não             | Sim            | Não     | Sim             | Sim     | Sim            |
| Ruy de Carvalho       | Não       | Não             | Sim            | Sim     | Sim             | Sim     | Não            |
| Margarida Vila-Nova   | Não       | Não             | Sim            | Não     | Não             | Sim     | Sim            |
| Nuno Távora           | Não       | Não             | Sim            | Não     | Sim             | Sim     | Não            |
| Maria João Bastos     | Não       | Não             | Sim            | Sim     | Não             | Sim     | Sim            |
| Alexandra Lencastre   | Não       | Sim             | Sim            | Sim     | Não             | Não     | Sim            |
| Nuno Homem de Sá      | Não       | Sim             | Não            | Não     | Não             | Sim     | Sim            |
| Marisa Cruz           | Não       | Não             | Não            | Não     | Sim             | Não     | Sim            |
| Pedro Granger         | Não       | Não             | Não            | Sim     | Sim             | Sim     | Sim            |
| Joana Solnado         | Não       | Não             | Sim            | Sim     | Não             | Não     | Não            |
| Hugo Tavares          | Não       | Não             | Sim            | Sim     | Não             | Não     | Não            |
| Marco D'Almeida       | Não       | Não             | Sim            | Sim     | Não             | Não     | Não            |
| Sofia Ribeiro         | Não       | Não             | Não            | Não     | Sim             | Sim     | Não            |
| Maria João Falcão     | Não       | Sim             | Não            | Não     | Não             | Não     | Sim            |
| Vera Alves            | Sim       | Sim             | Não            | Não     | Não             | Não     | Sim            |
| Lúcia Moniz           | Sim       | Não             | Não            | Não     | Sim             | Não     | Sim            |
| Yolanda Noivo         | Sim       | Não             | Sim            | Não     | Não             | Não     | Não            |
| Lídia Franco          | Sim       | Não             | Não            | Sim     | Não             | Não     | Sim            |
| Anabela Teixeira      | Sim       | Não             | Não            | Não     | Sim             | Não     | Não            |
| Paula Neves           | Não       | Não             | Não            | Não     | Sim             | Sim     | Sim            |
| Maria Emília Correia  | Sim       | Não             | Sim            | Não     | Não             | Não     | Sim            |